# Windows Phone
Windows Phone (abreviado WP) fue un sistema operativo móvil ya descontinuado actualmente, desarrollado por Microsoft como sucesor de Windows Mobile. A diferencia de su predecesor fue enfocado en el mercado de consumo en lugar del mercado empresarial. Con Windows Phone, Microsoft ofreció una nueva interfaz de usuario que integró varios de sus servicios activos. Compitió directamente contra Android de Google y iOS de Apple, con resultados poco alentadores. Su última versión fue Windows Phone 8.1, lanzado el 14 de abril de 2014.
Debido a la evidente fragmentación de sus sistemas operativos, Microsoft anunció en enero de 2015 que daría de baja a Windows Phone, para enfocarse en un único sistema más versátil denominado Windows 10 Mobile, disponible para todo tipo de plataformas (teléfonos inteligentes, tabletas y computadoras).

## Historia
Windows Phone, cuyo nombre en clave durante su desarrollo era "Photon", es el sucesor de Windows Mobile, desarrollado por Microsoft y basado en el núcleo Windows Embedded CE 6.0. Microsoft mostró Windows Phone por primera vez el 15 de febrero de 2010, en el Mobile World Congress de Barcelona y reveló más detalles del sistema en el MIX 2010 el 15 de marzo. La versión final de Windows Phone 7 se lanzó el 21 de octubre de 2010 en Europa y el 8 de noviembre en Estados Unidos. Inicialmente, Windows Phone estaba destinado para ser lanzado durante el 2009, pero varios retrasos provocaron que Microsoft desarrollara Windows Mobile 6.5 como una versión de transición. La interfaz fue revisada en su totalidad y comparte características visuales con la interfaz del dispositivo Zune HD y además utilizaba el Zune Software para gestión de contenidos, apps, y actualizaciones en la séptima versión.

## Versiones
Las versiones actualizadas del software son enviadas a los usuarios de Windows Phone mediante Microsoft Update, como en el resto de los sistemas operativos Windows. Microsoft tuvo la intención de actualizar directamente todos los teléfonos con Windows Phone en vez de depender de los fabricantes o de los operadores de telefonía móvil, pero finalmente cambió su política. Las actualizaciones son distribuidas bajo la modalidad "over the air", lo que significa que se pueden instalar directamente desde el terminal, sin utilizar una computadora (excepto todos los dispositivos que tengan instalada alguna versión de Windows Phone 7).

### Windows Phone 7
Anunciado el 15 de febrero de 2010.

Logo de Windows Phone 7

Fue la primera versión de Windows Phone, no actualizable a Windows Phone 8.

### Windows Phone 8

Logo de Windows Phone 8

Anunciado el 14 de septiembre de 2012.

### Windows Phone 8.1

Logo de Windows Phone 8.1

Anunciado el 2 de abril de 2014.

## Características

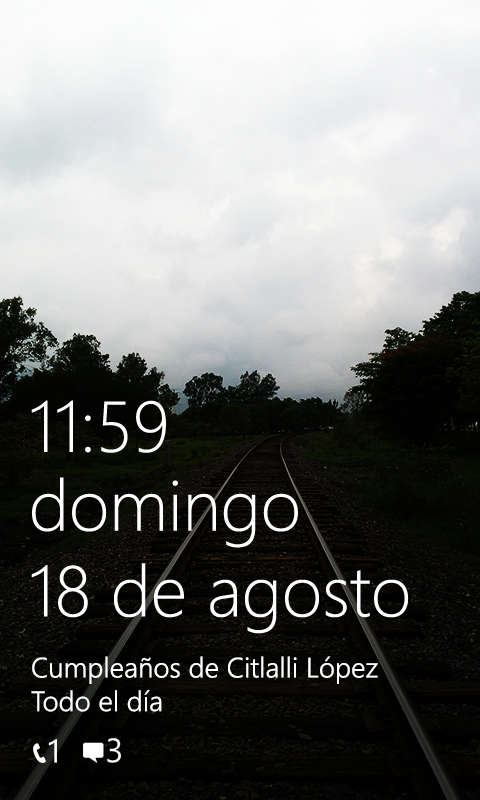
Pantalla de bloqueo de Windows Phone mostrando las notificaciones del sistema

### Interfaz
Windows Phone cuenta con una nueva interfaz de usuario llamada Modern UI. La pantalla de inicio se compone de Live Tiles, mosaicos dinámicos que son enlaces a aplicaciones u objetos individuales (como contactos, páginas web o archivos multimedia). Estos mosaicos se actualizan frecuentemente manteniendo informado de cualquier cambio al usuario. La información que se muestra en los mosaicos dinámicos puede ser desde llamadas, mensajes recibidos, correos electrónicos pendientes, citas previstas, juegos o enlaces rápidos a aplicaciones. La pantalla de inicio y la posición de los mosaicos dinámicos se puede personalizar pulsando y arrastrando los mosaicos a la posición que se desee.
La interfaz por defecto de Windows Phone tiene un estilo como visual negro que prolonga la batería en pantallas LED. El usuario puede elegir un tema claro y también cambiar a varios colores tales como rojo, mango, azul, verde, marrón, rosado, lima, magenta, morado o verde azulado.

### Teclado
Los usuarios pueden ingresar texto usando un teclado táctil en pantalla. Entre sus principales características se incluyen el Word Flow (teclado Swype), revisión ortográfica, predicción de palabras y una tecla dedicada para insertar emoticonos y otros símbolos. Los desarrolladores de aplicaciones pueden usar diferentes versiones del teclado virtual para limitar a los usuarios a diferentes conjuntos de caracteres, como caracteres numéricos solamente. Los usuarios pueden cambiar una palabra después de haberla escrito presionando en ella, lo que mostrará una serie de palabras similares.
Mapas realizados por Nokia
Windows Phone posee mapas realizados por Nokia; Nokia se hizo cargo de los mapas en WP8 y ofrece varias funciones interesantes: visualización de contenidos sin conexión a Internet, herramientas para que los desarrolladores saquen partido de sus funciones, asistencia durante el camino, y navegación en tiempo real de Nokia.

### Motor de búsqueda

#### Bing
El buscador por defecto es Bing. Antes era posible cambiar el buscador predeterminado (Bing) por Google, pero después se retiró esa función.

### Navegador web

#### Internet Explorer
Windows Phone 8.1 cuenta con Internet Explorer 11, con gestión de favoritos, anclado de webs a la pantalla de inicio, pestañas de navegación y otras características. Se sincroniza totalmente con Internet Explorer en el PC, manteniendo guardadas contraseñas, favoritos e incluso pestañas abiertas (empieza a navegar en el PC y continúa en el móvil). Es posible descargar otros navegadores desde la Tienda de Windows Phone.

### Cortana y búsquedas
a que cortana, Los dispositivos Windows Phone tienen un botón dedicado a búsquedas en la parte frontal del dispositivo. En Windows Phone 8 este botón realiza diferentes acciones como búsquedas en internet (usando Bing), escaneo y traducción de textos, lectura de códigos QR, búsqueda de libros por código de barras (Bing Vision), reconocimiento de canciones (Bing Music) y búsqueda de lugares de interés usando la ubicación actual (Bing Local Search). En Windows Phone 8.1 este botón activa Cortana, el asistente virtual de Windows Phone (como Siri o Google Now en iOS y Android, respectivamente).

### Hubs
Windows Phone no es un sistema centralizado solamente en aplicaciones sino que se organiza en un nuevo concepto denominado hubs. Los hubs de Windows Phone clasifican acciones y agrupan las aplicaciones que se correspondan con una actividad determinada. De esta forma en WP están presentes hubs de Contactos, Office y Juegos Las aplicaciones de terceros se pueden integrar en el hub que corresponda mejorando sus funciones. En Windows Phone 8.1 Fotos dejó de ser un hub para pasar a ser una app independiente del sistema (actualizable desde la Tienda) y Música + Vídeos fue sustituido por dos apps separadas: Xbox Music y Xbox Video; además que a partir de la actualización 8.1, todos los juegos que se instalen pasaran a ser parte de "todas las aplicaciones" en vez del Hub de Juegos.

#### Contactos
En este lugar es donde se guardan todos los contactos y se centraliza su actividad en línea (como cambios de estado, imágenes compartidas y comentarios) en Facebook, Twitter y LinkedIn.

#### Fotos
Esta aplicación (Fotos en WP8 e Imágenes en WP7), es el lugar donde se almacenan todas las imágenes que el usuario ha guardado en el teléfono; así como las fotografías que ha hecho. En este hub se pueden integrar todas las aplicaciones que tienen funciones de edición y distribución de imágenes y fotografías, como Instagram o Facebook.

#### Office
En el hub de Office se puede acceder a Word, Excel, OneNote y PowerPoint. Estas apps nos permiten ver, editar y compartir archivos de estos servicios a través de OneDrive y Sharepoint. El hub de Office permite realizar comentarios y correcciones sobre documentos y trabajar de manera colaborativa con otros usuarios.

#### Xbox
También es aquí donde se integran las aplicaciones que tengan funciones de acceso, edición o distribución de contenido multimedia. El hub Xbox Juegos es la zona donde se integra la parte destinada al entretenimiento en Windows Phone. En este hub se incluyen las funcionalidades de Xbox Live a través del cual el usuario puede compartir logros, retar a amigos y personalizar su avatar. Se incluyen en este hub todos los juegos, estén o no integrados con Xbox Live.

### Podcasts
Esta aplicación permite la reproducción de pódcast en línea y descargarlos al téléfono.

## Tienda
La tienda de Windows Phone es una plataforma web para que los usuarios descarguen: aplicaciones, juegos, música y vídeos. Es el equivalente a Play Store de Google-Android y la App Store de Apple-iOS. Está gestionada por Microsoft, que prueba una por una cada aplicación o juego que es enviada. Por ejemplo, no se permite contenido que incluya discriminación de ningún tipo, uso de drogas, alcohol o tabaco, o material sexualmente sugestivo. Cuenta con más de 560.000 aplicaciones y juegos (hasta enero del 2015) y se añaden aproximadamente 15.000 cada mes. En la actualidad, los desarrolladores están dejando la plataforma y retirando aplicaciones debido a la poca cuota de mercado de Windows Phone.

## Hardware
Cuando se dio a conocer, Microsoft anunció unos requisitos de hardware "duros, pero justos" para los fabricantes de dispositivos de Windows Phone. Todos los dispositivos Windows Phone deben incluir, como mínimo, las siguientes características:
| Requisitos mínimos de Windows Phone 8.1:                                                                            |
| --- |
| Procesador Qualcomm Snapdragon S4 de Dual Core a 800 MHz o superior (hasta quad core)                               |
| Mínimo 512 MB de RAM para teléfonos WVGA; mínimo 1GB RAM para teléfonos 720p, WXGA y 2 GB RAM para teléfonos 1080p. |
| Mínimo 4/8GB de memoria interna                                                                                     |
| GPS y A-GNSS mínimo; GLONASS depende de lo que decida el fabricante                                                 |
| Soporte para microUSB 2.0                                                                                           |
| Jack estéreo de 3,5mm para auriculares con soporte para tres botones                                                |
| Cámara trasera obligatoria, con autoenfoque(opcional) y mínimo VGA (flash opcional)                                 |
| Acelerómetro, sensores de proximidad y luz, motor de vibración                                                      |
| WiFi 802.11b/g y Bluetooth                                                                                          |
| Hardware con soporte para DirectX                                                                                   |
| Pantalla multitáctil capacitiva (mínimo cuatro puntos)                                                              |

## Recepción y cuota de mercado

### Interfaz de usuario
Este sistema operativo fue recibido con comentarios divididos, aunque en términos generales, se ha elogiado su originalidad. Buena parte de sus críticas van enfocadas a la excesiva fragmentación e incompatibilidad entre sus diversas versiones (e incluso con otros sistemas operativos), algo que también se ha hecho extensivo a todos los dispositivos y plataformas en los que está presente Microsoft.
Cuando Windows Phone fue presentado contaba ya con un total de tres premios en los Premios Internacionales a la Excelencia en el Diseño 2011, votado por un jurado independiente en un evento co-patrocinado por varias empresas, entre ellas Microsoft. Los premios fueron Oro en la Experiencia Interactiva del Producto, Plata en Investigación y Bronce en Estrategia de Diseño.
Los sitios Engadget y ZDNet aplaudieron la integración de Facebook en el People Hub así como otras capacidades incorporadas, como Windows Live, etc. Sin embargo, en la versión 8.1 la alguna vez apretada integración de Facebook y Twitter se eliminó, de manera que se debe acceder a actualizaciones de los sitios de redes sociales a través de sus respectivas aplicaciones.
Windows Phone está perdiendo cuota de mercado, con solo un 2,5% del mercado mundial.

### Windows Phone 7 (2010-2012)

Logotipo de Windows Phone 7

De acuerdo con Gartner, había 1,6 millones de dispositivos que ejecutan Microsoft OS vendidos a los clientes en el primer trimestre de 2011 en todo el mundo. 1.7 millones de teléfonos inteligentes que utilizan un sistema operativo móvil de Microsoft se vendieron en Q2 2011, con una cuota del 1,6% del mercado. En Q3 2011, la cuota de mercado en todo el mundo de Microsoft se redujo ligeramente hasta el 1,5%. en Q4 2011 cuota de mercado aumentó hasta el 1,9%, y se mantuvo en el 1,9% para el Q1 de 2012. Sin embargo cabe señalar que este tipo de informes para Q2, Q3 y Q4 del año 2011 incluyen Windows Phone y una pequeña parte de la cuota de mercado de Windows Mobile bajo la misma bandera "sistema operativo móvil Microsoft", y no hacen la distinción de separar los valores marketShare de los dos. Según Nielsen, Windows Phone tenía una cuota de mercado del 1,7% en el primer trimestre de 2012, y luego se dejó caer hasta el 1,3% en el 2T de 2012.

### Windows Phone 8 y 8.1 (2012-2015)

Logotipo de Windows Phone 8/8.1

Después del lanzamiento de Windows Phone 8, Gartner informó que cuota de mercado de Windows Phone saltó al 3% en el Q4 de 2012, un aumento del 124% en el mismo período de tiempo en 2011.
A mediados de 2012, IDC había sugerido que Windows Phone podría superar a la plataforma BlackBerry e incluso a Apple iOS, a causa del dominio de Nokia en los mercados emergentes como Asia, América Latina y África, ya que el iPhone se consideró demasiado caro para la mayoría de los usuarios de dichas regiones. Las proyecciones de IDC fueron parcialmente correctas, pues en el Q1 2013 los envíos de Windows Phone han superado el volumen de envíos de BlackBerry por primera vez. IDC tuvo que recortar las predicciones de Windows Phone, una vez más, a un 7 por ciento del total del mercado en 2018, debido al lento crecimiento.
A partir del tercer trimestre de 2013, Gartner informó que Windows Phone cuenta con una cuota de mercado mundial del 3,6%, lo que supone un incremento de hasta un 123% respecto al mismo período en 2012 y superando la tasa de Android de crecimiento. De acuerdo con octubre de 2013 el informe de Kantar, Windows Phone representa el 10,2% de todas las ventas de teléfonos inteligentes en Europa y el 4,8% de todas las ventas en los Estados Unidos. Algunos analistas han atribuido este aumento en las ventas de Windows Phone 8 y el exitoso empuje de Nokia para comercializar teléfonos de baja y de gama media de Windows a una audiencia más joven.
Gartner informó que la cuota de mercado de Windows Phone terminó en 2013 en el 3,2%, si bien desde el tercer trimestre de 2013 era todavía una mejora del 46,7% respecto al mismo periodo en 2012.
IDC informó que la cuota de mercado de Windows Phone que había alcanzado un máximo en 2013 del 3,4%, había caído a 2,5% en el segundo trimestre de 2014.
Las ventas de Windows Phone empeoraron dramáticamente con una caída del 57% en 2015, pudiendo suponer el fin de la tecnología.

## Dispositivos
Listado de dispositivos que utilizan Windows Phone como sistema operativo. Todos ellos siguen los requisitos mínimos de la versión de Windows Phone que utilizaban al ser lanzados.

### Windows Phone 7
Ningún dispositivo con Windows Phone 7 de fábrica se ha podido actualizar a Windows Phone 8. Han recibido Windows Phone 7.8 como versión de reemplazo.

#### Primera generación
| Marca y modelo          | Lanzamiento          |         | RAM (MB) | Memoria interna (GB) | Pantalla          | Cámara         | Brújula | Giroscopio |
| ----------------------- | -------------------- | ------- | -------- | -------------------- | ----------------- | -------------- | ------- | ---------- |
| Dell Venue Pro          | 2010 /11 (noviembre) | 1.0 GHz | 512      | 8 o 16               | 4.1" AMOLED       | 5 MP (trasera) | No      | No         |
| HTC 7 Pro               | 2011 / 01 (enero)    | 1.0 GHz | 512      | 8 o 16               | 3.6" LCD          | 5 MP (trasera) | Sí      | No         |
| HTC 7 Surround          | 2010 / 11(noviembre) | 1.0 GHz | 512      | 16                   | 3.8" LCD          | 5 MP (trasera) | Sí      | No         |
| HTC 7 Trophy            | 2010 / 10(octubre)   | 1.0 GHz | 512      | 8 o 16               | 3.8" Super LCD    | 5 MP (trasera) | Sí      | No         |
| HTC 7 Mozart 555        | 2010 / 10(octubre)   | 1.0 GHz | 512      | 8 o 16               | 3.7" Super LCD    | 8 MP (trasera) | Sí      | No         |
| HTC HD7                 | 2010 / 10(octubre)   | 1.0 GHz | 512      | 8 o 16               | 4.3" Super LCD    | 5 MP (trasera) | Sí      | No         |
| LG Optimus 7            | 2010 / 10(octubre)   | 1.0 GHz | 512      | 16                   | 3.8" LCD          | 5 MP (trasera) | Sí      | No         |
| LG Quantum (Optimus 7Q) | 2010 / 10(octubre)   | 1.0 GHz | 512      | 16                   | 3.5" LCD          | 5 MP (trasera) | Sí      | No         |
| Samsung Focus           | 2010 /11(noviembre)  | 1.0 GHz | 512      | 8                    | 4.0" Super AMOLED | 5 MP (trasera) | Sí      | No         |
| Samsung Omnia 7         | 2010 / 10(octubre)   | 1.0 GHz | 512      | 8 o 16               | 4.0" Super AMOLED | 5 MP (trasera) | Sí      | No         |

#### Segunda generación
La segunda generación viene con la versión 7.5 (Mango) o posterior pre-instalada. Gracias a esto se han bajado algunos requisitos mínimos, como la memoria RAM o la velocidad del CPU.
| Marca y modelo        | Lanzamiento       | Procesador | RAM (MB) | Memoria (GB) | Pantalla                                         | Cámara(s)                     | Brújula | Giroscopio |
| --------------------- | ----------------- | ---------- | -------- | ------------ | ------------------------------------------------ | ----------------------------- | ------- | ---------- |
| Acer Allegro          | 2011 (noviembre)  | 1.0 GHz    | 512      | 8            | 3.6" LCD                                         | Trasera: 5 MP                 | Sí      | No         |
| Fujitsu Toshiba IS12T | 2011 (septiembre) | 1.0 GHz    | 512      | 32           | 3.7" LCD                                         | Trasera: 13.2 MP              | Sí      | Sí         |
| HTC Titan             | 2011 (octubre)    | 1.5 GHz    | 512      | 16           | 4.7" Super LCD                                   | Trasera: 8 MPFrontal: 1.3 MP  | Sí      | Sí         |
| HTC Titan II          | 2012 (abril)      | 1.5 GHz    | 512      | 16           | 4.7" Super LCD                                   | Trasera: 16 MPFrontal: 1.3 MP | Sí      | Sí         |
| HTC Radar             | 2011 (octubre)    | 1.0 GHz    | 512      | 8            | 3.8" Super LCD                                   | Trasera: 5 MPFrontal: 0.3 MP  | No      | No         |
| Nokia Lumia 505       | 2012 (diciembre)  | 800 MHz    | 256      | 4            | 3.7 pulgadas AMOLED con la tecnología ClearBlack | Trasera: 8 MP                 | Sí      | No         |
| Nokia Lumia 510       | 2012 (octubre)    | 800 MHz    | 256      | 4            | WVGA de 4 pulgadas                               | Trasera: 5 MP                 | Sí      | No         |
| Nokia Lumia 610       | 2012 (abril)      | 800 MHz    | 256      | 8            | 3.7" LCD                                         | Trasera: 5 MP                 | Sí      | No         |
| Nokia Lumia 710       | 2011 (noviembre)  | 1.4 GHz    | 512      | 8            | 3.7" ClearBlack LCD                              | Trasera: 5 MP                 | Sí      | No         |
| Nokia Lumia 800       | 2011 (noviembre)  | 1.4 GHz    | 512      | 16           | 3.7" ClearBlack AMOLED                           | Trasera: 8 MP                 | Sí      | Sí         |
| Nokia Lumia 900       | 2012 (abril)      | 1.4 GHz    | 512      | 16           | 4.3" ClearBlack AMOLED                           | Trasera: 8 MPFrontal: 1.3 MP  | Sí      | Sí         |
| Samsung Focus 2       | 2012 (mayo)       | 1.4 GHz    | 512      | 8            | 4.0" Super AMOLED                                | Trasera: 5 MPFrontal: 0.3 MP  | Sí      | Sí         |
| Samsung Focus S       | 2011 (noviembre)  | 1.4 GHz    | 512      | 16           | 4.3" Super AMOLED Plus                           | Trasera: 8 MPFrontal: 1.3 MP  | Sí      | Sí         |
| Samsung Omnia M       | 2012 (mayo)       | 1.0 GHz    | 384      | 4            | 4.0" Super AMOLED                                | Trasera: 5 MPFrontal: 0.3 MP  | Sí      | No         |
| Samsung Omnia W       | 2011 (noviembre)  | 1.4 GHz    | 512      | 8            | 3.7" Super AMOLED                                | Trasera: 5 MPFrontal: 0.3 MP  | Sí      | Sí         |
| ZTE Orbit             | 2012 (mayo)       | 1.0 GHz    | 256      | 4            | 4.0" LCD                                         | Trasera: 5 MP                 | Sí      | No         |
| ZTE Tania (Spirit)    | 2011 (diciembre)  | 1.0 GHz    | 512      | 4            | 4.3" LCD                                         | Trasera: 5 MP                 | Sí      | No         |

### Windows Phone 8
Microsoft había anunciado que todos estos dispositivos podrían actualizarse a Windows 10 Mobile. Sin embargo, solamente el Nokia Lumia 1520 obtuvo su actualización oficial a la versiòn 10 del sistema operativo de Microsoft. El resto solamente puede correr Windows Phone 8.1, ya que según Microsoft, no cumplen con los requisitos de hardware para recibir Windows 10 Mobile.

#### Tercera generación
Estos dispositivos utilizan Windows Phone 8. Todos podrán actualizarse a Windows Phone 8.1.
| Marca y modelo          | Lanzamiento       | Procesador              | RAM    | Memoria interna | Pantalla                                    | Cámara(s)                                                            | Brújula | Giroscopio |
| ----------------------- | ----------------- | ----------------------- | ------ | --------------- | ------------------------------------------- | -------------------------------------------------------------------- | ------- | ---------- |
| Nokia Lumia 520         | 2013 (abril)      | 1.0 GHz, doble núcleo   | 512 MB | 8 GB            | IPS WVGA de 4 pulgadas                      | Trasera: 5 MP                                                        | No      | No         |
| Nokia Lumia 620         | 2012 (diciembre)  | 1.0 GHz, doble núcleo   | 512 MB | 8 GB            | LCD ClearBlack WVGA de 3.8 pulgadas         | Trasera: 5 MP                                                        | Sí      | No         |
| Nokia Lumia 625         | 2013 (octubre)    | 1,2 GHz, doble núcleo   | 512 Mb | 8 Gb            | IPS LCD WVGA de 4.7 pungadas                | Trasera: 5 MP (flash LED)                                            | Sí      | Sí         |
| Nokia Lumia 720         | 2013 (marzo)      | 1.0 GHz, doble núcleo   | 512 MB | 8 GB            | LCD ClearBlack WVGA de 4.3 pulgadas         | Trasera: 6.7 MP (tecnología Carl Zeiss con flash LED)                | Sí      | Sí         |
| Nokia Lumia 820         | 2012 (septiembre) | 1.5 GHz, doble núcleo   | 1 GB   | 8 GB            | AMOLED ClearBlack WVGA de 4.3 pulgadas      | Trasera: 8 MP (tecnología Carl Zeiss con flash LED)                  | Sí      | Sí         |
| Nokia Lumia 920         | 2012 (septiembre) | 1.5 GHz, doble núcleo   | 1 GB   | 32 GB           | LCD IPS WXGA PureMotion HD+ de 4.5 pulgadas | Trasera: 8.7 MP (tecnología Carl Zeiss y PureView con flash LED)     | Sí      | Sí         |
| Nokia Lumia 925         | 2013 (junio)      | 1.5 GHz, doble núcleo   | 1 GB   | 32 GB           | AMOLED ClearBlack HD+ de 4.5 pulgadas       | Trasera: 8.7 MP (tecnología Carl Zeiss y PureView con flash LED)     | Sí      | Sí         |
| Nokia Lumia 1020        | 2013 (julio)      | 1.5 GHz, doble núcleo   | 2 GB   | 32 o 64         | AMOLED PureMotion HD+ de 4.5 pulgadas       | Trasera: 41 MP (tecnología Carl Zeiss y PureView con flash de xenón) | Sí      | Sí         |
| Nokia Lumia 1320        | 2013 (septiembre) | 1.7 GHz, doble núcleo   | 1 GB   | 32              | 6.0” ClearBlack IPS LCD 720 x 1280 px       | Trasera: 5 MP (flash LED)                                            | Sí      | Sí         |
| Nokia Lumia 1520        | 2013 (septiembre) | 2.2 GHz, cuatro núcleos | 2 GB   | 32              | 6.0” ClearBlack IPS LCD Full HD             | Trasera: 20 MP (tecnología Carl Zeiss y PureView con flash LED)      | Sí      | Sí         |
| Windows Phone 8x by HTC | 2012 (septiembre) | 1.5 GHz                 | 1 GB   | 16              | LCD 2 HD de 4.3 pulgadas                    | Trasera: 8 MP Delantera: 2.1 MP                                      | Sí      | Sí         |
| Samsung ATIV S          | 2012 (agosto)     | 1.5 GHz                 | 1 GB   | 16 o 32         | Super AMOLED HD de 4.8 pulgadas             | Trasera: 8 MP Delantera: 1.9 MP                                      | Sí      | Sí         |
| Windows Phone 8S by HTC | 2012 (septiembre) | 1 GHz                   | 512    | 4               | WVGA de 4 pulgadas                          | Trasera: 5 MP                                                        | Sí      | Sí         |
| Huawei Ascend W1        | 2013 (enero)      | 1.2 GHz                 | 512    | 4               | LCD IPS WVGA de 4 pulgadas                  | Trasera: 5 MP (flash LED)                                            | Sí      | Sí         |

#### Segunda generación
La segunda generación de WP8 (cuarta de WP en general) trae de fábrica la nueva versión, Windows Phone 8.1. Aquellos modelos con procesador quad-core y 1 GB de RAM, obtendrán Windows 10 Mobile.
| Marca y modelo         | Lanzamiento       | Procesador                                    | RAM    | Memoria interna | Pantalla                                         | Cámara(s)                                                                  | Brújula | Giroscopio |
| ---------------------- | ----------------- | --------------------------------------------- | ------ | --------------- | ------------------------------------------------ | -------------------------------------------------------------------------- | ------- | ---------- |
| Microsoft Lumia 435    | 2015 (enero)      | Dual-Core a 1.2Ghz (Qualcomm Snapdragon 200)  | 1 GB   | 8 GB            | LCD de 4 pulgadas (800 X 480)                    | Trasera: 2 MP Delantera: 0.3 MP                                            | Sí      | Sí         |
| Nokia Lumia 530        | 2014 (julio)      | Quad-Core a 1.2 GHz (Qualcomm Snapdragon 200) | 512 MB | 4 GB            | LCD de 4 pulgadas (854x480)                      | Trasera: 5 MP                                                              | No      | No         |
| Microsoft Lumia 532    | 2015 (enero)      | Quad-Core a 1.2Ghz (Qualcomm Snapdragon 200)  | 1 GB   | 8 GB            | LCD de 4 pulgadas (800 X 480)                    | Trasera: 5 MP Delantera: 0.3 MP                                            | Sí      | Sí         |
| Microsoft Lumia 535    | 2015 (noviembre)  | Quad-core 1.2 GHz (Qualcomm Snapdragon 200)   | 1 GB   | 8 GB            | IPS LCD de 5 pulgadas (960x540)                  | Trasera: 5 MP Delantera: 5 MP                                              | No      | No         |
| Nokia Lumia 630        | 2014 (mayo)       | Quad-Core a 1.2 GHz (Qualcomm Snapdragon 400) | 512 MB | 8 GB            | ClearBlack LCD IPS de 4.5 pulgadas (800x480)     | Trasera: 5 MP                                                              | Sí      | Sí         |
| Nokia Lumia 635        | 2014 (mayo)       | Quad-Core a 1,2Ghz (Qualcomm Snapdragon 400)  | 512 MB | 8 GB            | ClearBlack LCD IPS de 4.5 pulgadas (800x480)     | Trasera: 5 MP                                                              | Sí      | Sí         |
| Nokia Lumia 730        | 2014 (septiembre) | Quad-Core a 1,2Ghz (Qualcomm Snapdragon 400)  | 1 GB   | 8 GB            | ClearBlack, OLED de 4.7 pulgadas (1280 X 720)    | Trasera: 6.7 MP Delantera: 5 MP (HD)                                       | Sí      | Sí         |
| Nokia Lumia 830        | 2014 (septiembre) | Quad-Core a 1,2Ghz (Qualcomm Snapdragon 400)  | 1 GB   | 16 GB           | ClearBlack, IPS LCD de 5 pulgadas (1280 X 720)   | Trasera: 10 MP (tecnología Carl Zeiss y Pureview) Delantera: 0.9 MP (HD)   | Sí      | Sí         |
| Nokia Lumia 930        | 2014 (junio)      | Quad-Core a 2,2Ghz (Qualcomm Snapdragon 800)  | 2 GB   | 32 GB           | ClearBlack, OLED de 5 pulgadas (1920 X 1080)     | Trasera: 20 MP (tecnología Carl Zeiss y Pureview) Delantera: 1.3 MP (HD)   | Sí      | Sí         |
| Microsoft Lumia 640    | 2015 (marzo)      | Quad-Core a 1.2Ghz (Qualcomm Snapdragon 400)  | 1 GB   | 8 GB            | ClearBlack, IPS LCD de 5 pulgadas (720 x 1280)   | Trasera 8 MP Delantera 0.9 MP (HD)                                         | Sí      | Sí         |
| Microsoft Lumia 640 XL | 2015 (marzo)      | Quad-Core a 1.2Ghz (Qualcomm Snapdragon 400)  | 1 GB   | 8 GB            | ClearBlack, IPS LCD de 5.7 pulgadas (720 x 1280) | Trasera 13 MP (tecnología Carl Zeiss y Autofocus) Delantera 5 MP (Full HD) | Sí      | Sí         |